# Bibliothèque de l'université de Tartu
La bibliothèque de l'université de Tartu (en estonien : Tartu Ülikooli raamatukogu) est une bibliothèque universitaire à Tartu en Estonie.

## Architecture
Le bâtiment de la bibliothèque de l'université de Tartu, achevé en 1982, a été classé monument culturel en 2017. 
C'est le premier bâtiment de Tartu, considéré comme un monument culturel et achevé à l'époque soviétique.

## Chiffres clés
À la fin de l'année 2022, l'ensemble des collections de la bibliothèque s'élevait à 3 794 580 documents  occupant 62 000 mètres carrés.

### Lecteurs
Fin 2022, la bibliothèque comptait 35 553 lecteurs inscrits, dont 10 942 ou 31% venaient de l'extérieur de l'Université de Tartu. La part des lecteurs dans la base de données se répartissait comme suit : étudiants représentaient 58,4 %, enseignants-chercheurs 6,2 %, étudiants en master, doctorants 12,4 % et autres 23 % du nombre total de lecteurs.
En 2022, 4 039 nouveaux lecteurs se sont inscrits, soit une moyenne de 77 nouveaux lecteurs par semaine.

### Préts et visites
Au cours de l'année, 300 744 prêts ont été enregistrés, dont 87 235 premiers prêts, 213 509 prolongations de durée de prêt.
En 2022, 156 375 visites physiques et 3 814 804 visites virtuelles ont été enregistrées dans la bibliothèque principale.
En 2022, un total de 2 957 personnes ont participé à toutes les formations proposées par la bibliothèque, et les formations se sont déroulées pour un total de 663 heures.

## Membre d’organisations
La bibliothèque est membre des organisations de coopération et professionnelles suivantes:
- Eesti Raamatukoguvõrgu Konsortsium ELNET
- Eesti Muusikakogude Ühendus
- European Association for Health Information and Library Association
- Bibliotheca Baltica
- Association internationale des bibliothèques, archives et centres de documentation musicaux (AIBM)
- Ligue des bibliothèques européennes de recherche (LIBER)
- International Association of Law Libraries (IALL)

## Galerie

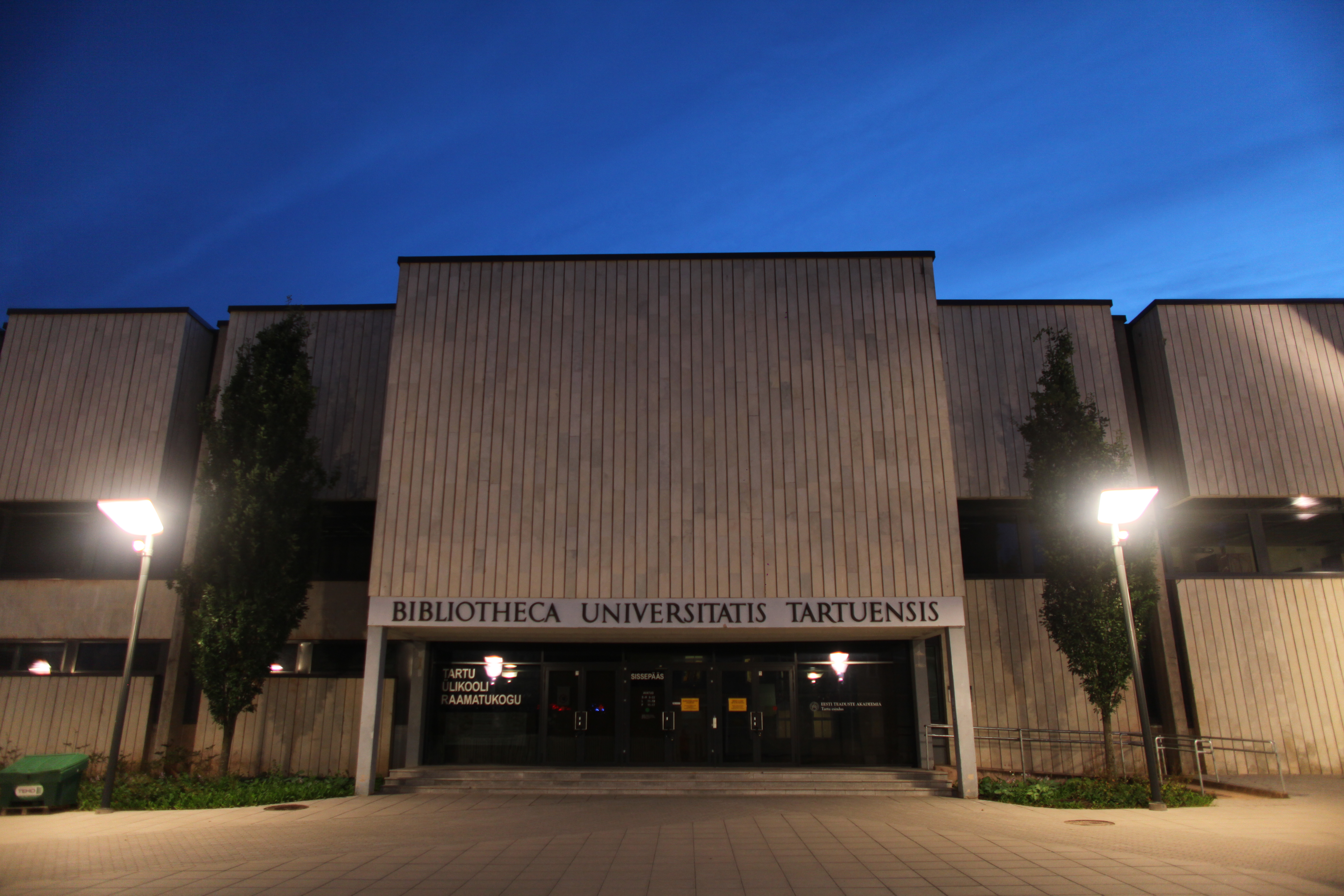
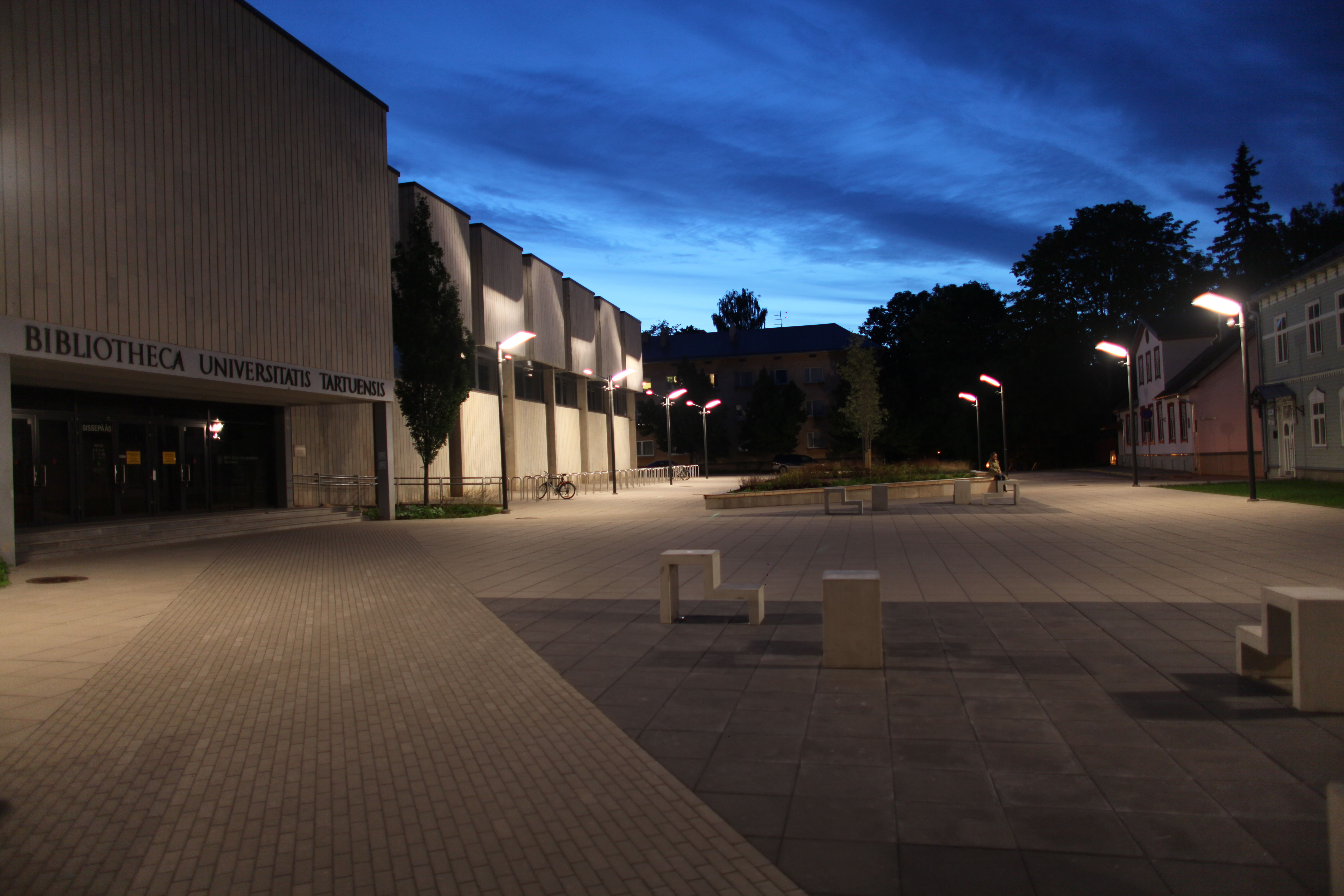
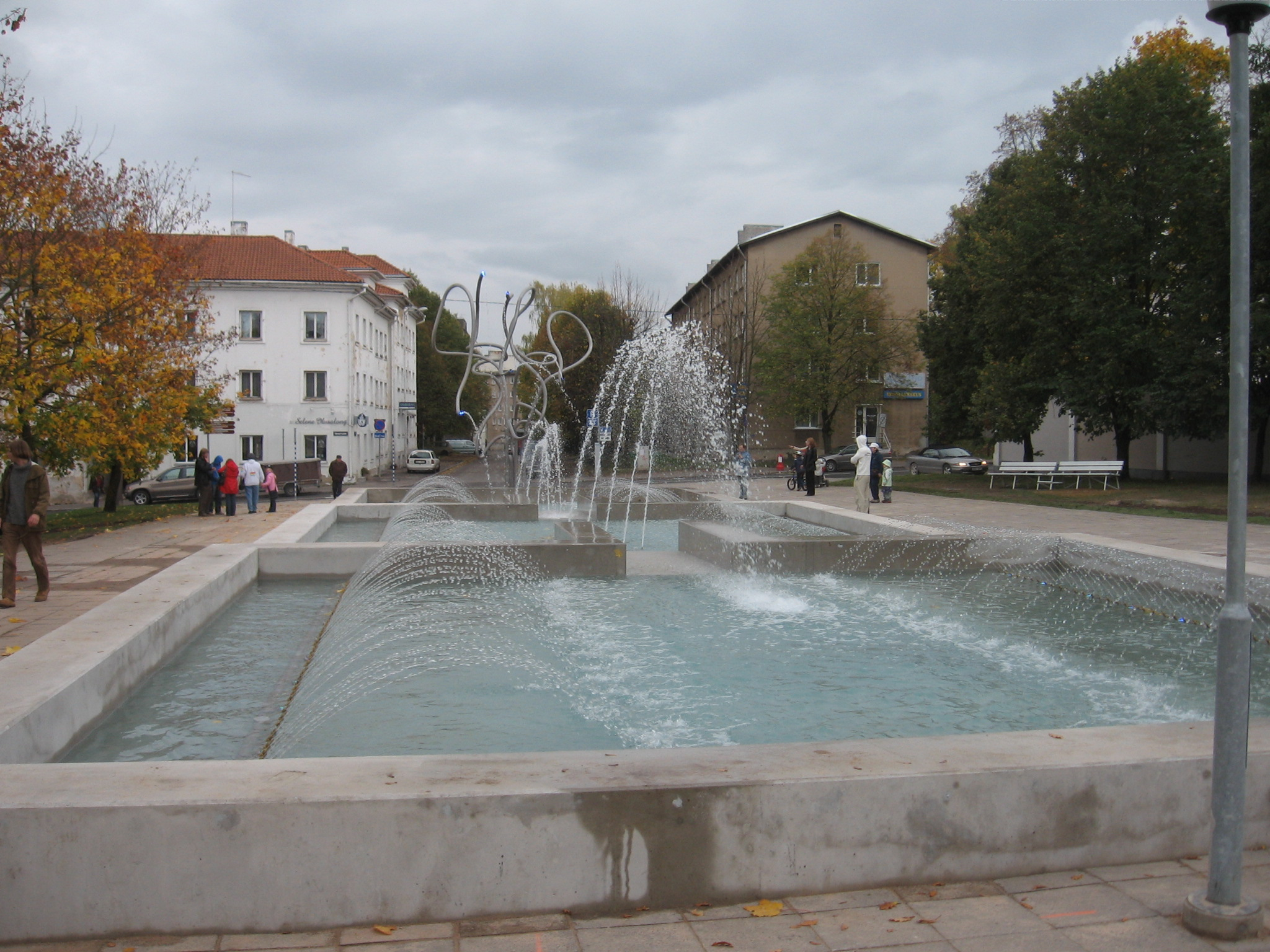